# Kreozot
Kreozot (njem. Kreosot, prema grč. meso + štititi, čuvati) je smjesa fenola dobivena destilacijom katrana kamenog ugljena na temperaturi od 230 do 280 °C.

## Svojtva i osobine
Bezbojna do zelenkastožuta, fluorescentna, uljevita tekućina (kreozotno ulje), ne miješa se s vodom.
Kreozotom se naziva i smjesa fenola (uglavnom gvajakola i krezola) koja se dobiva pri destilaciji drvnoga katrana kao uljevita tekućina, koja se prije mnogo rabila kao ekpektorancija kod kroničnog bronhitisa.

## Uporaba
Upotrebljava se za impregnaciju drva, proizvodnju čađe i sredstava za dezinfekciju.